# Diprotochaeta fallax
Diprotochaeta fallax är en fjärilsart som beskrevs av Diakonoff 1941. Diprotochaeta fallax ingår i släktet Diprotochaeta och familjen stävmalar. Inga underarter finns listade i Catalogue of Life.